# Muzeum Sztuk Użytkowych w Poznaniu
Muzeum Sztuk Użytkowych w Poznaniu – muzeum sztuki, oddział Muzeum Narodowego w Poznaniu.  

## Charakterystyka
Otwarte w 1965 jako Muzeum Rzemiosł Artystycznych. Od 1991, w związku z poszerzeniem profilu zbierania i zmiany ekspozycji, pod obecną nazwą. Mieści się w zrekonstruowanym Zamku Królewskim w Poznaniu, wzniesionym w 1249, początkowo jako wieża mieszkalna księcia poznańskiego Przemysła I.
Jako oddział Muzeum Narodowego w Poznaniu jest wpisane do Państwowego Rejestru Muzeów, prowadzonego przez ministra właściwego do spraw kultury i ochrony dziedzictwa narodowego, zgodnie z art. 13 ustawy z dnia 21 listopada 1996 r. o muzeach.
Muzeum posiada 11 000 eksponatów, takich jak tkaniny, meble, szkło, srebro i inne, które wystawione są w układzie chronologicznym, od średniowiecza do współczesności. Przez dłuższy czas było nieczynne z powodu odbudowy Zamku Królewskiego. Ponowne otwarcie odbyło się 26 marca 2017 r. Część pomieszczeń zrekonstruowanej rezydencji królewskiej jest przeznaczona na ekspozycję zbiorów muzeum. Wcześniej otwarto wieżę widokową.